# 器楽
器楽（きがく、英語: instrumental music、イタリア語: musica strumental）とは、楽器の演奏による音楽のこと。声楽の対語である。
楽器と声の両方が用いられる場合もあるが、楽器が中心で部分的に声楽を含む場合（例：ベートーヴェンの交響曲第9番など）は、器楽として扱う。オペラやオラトリオといった大規模な声楽曲の中では、序曲や間奏曲として器楽が用いられる場合もある。

## 器楽の形態
演奏の形態により、単独で演奏する独奏と、複数人で演奏する重奏および合奏に区別される。各声部を1人ずつの演奏者が受け持つ形態を重奏と呼び、合奏は2人以上からなる声部を含む場合を指す。合奏のうち、全ての演奏者が同一の旋律を演奏する場合は斉奏と呼ぶ。
- 重奏の例 - 弦楽四重奏、ピアノ四重奏、金管五重奏、木管五重奏など。また重奏のための音楽を室内楽という。
- 合奏の例 - 管弦楽（管弦打楽器による合奏）、吹奏楽（管打楽器による合奏）、マンドリンオーケストラ、弦楽合奏など。

## 西洋音楽における器楽の発達

### 16世紀まで
声楽に対比する器楽という概念の登場は、17世紀以降の西洋音楽の発展と、楽器の製作技術の発達に結びついている。
古代から16世紀末に至るまで、器楽は音楽の中では重視されていなかった。初期のキリスト教音楽では、楽器の演奏は典礼の言葉に役に立たず、信仰に無縁であるとして重要視されていなかった。9世紀には北ヨーロッパにおける器楽合奏がポリフォニーの成立に寄与し、13世紀から14世紀にはサルタレロなどの舞曲、エスタンピーや器楽によるモテットがフランスやイタリアで発達した。やがて器楽的な発想が声楽に影響を与えるようになり、15世紀から16世紀のフランドル楽派では器楽的要素が重視されている。15世紀にはドイツの舞曲、前奏曲、典礼のためのオルガン音楽が発達を見せた。
また、中世からルネサンス期までは声楽と器楽の区別も必ずしも明確ではなく、同じ作品が器楽としても声楽としても演奏されていた。16世紀になると鍵盤楽器やリュートのための独奏曲、各種の楽器を組み合わせた重奏曲などが登場しはじめた。前奏曲やトッカータは、調弦・調律の必要性などから純粋な器楽曲として発生した。
ただ、16世紀末までは音楽の代表的地位は依然として声楽にあり、言葉（歌詞）と音楽は不可分の関係にあった。

### バロック時代
17世紀初頭からバロック音楽の時代になると、器楽は声楽と同様に重視されるようになった。多種の楽器の特性を生かした独自の器楽様式が、従来からの声楽様式と互いに影響し合うことで発展した。この時代は18世紀の半ばまで続いた。
バロック音楽時代に確立した形式には、次のようなものがある。
- 室内楽曲 - 器楽のカンツォーナ、教会ソナタ、室内ソナタ（英語版）、トリオ・ソナタなど。
- 管弦楽曲 - オペラの序曲、シンフォニア、幻想曲、管弦楽の組曲、コンチェルト・グロッソなど。
- 鍵盤音楽 - 鍵盤楽器の組曲、トッカータ、フーガ、変奏曲、シャコンヌ、パッサカリア、オルガンのコラールなど。

### 古典派から現代
18世紀半ばに発生した古典派音楽以降は、器楽が声楽を凌ぐようになった。これは科学技術の進歩が楽器の改良に寄与した部分が大きい。また、歌詞による制約を受けないために抽象的・普遍的な表現に適しているとされ、古典派音楽の時代はソナタ形式がその理想形として確立された。
19世紀になると音楽が詩的・絵画的要素と結びつき、事物、事象、思想などを音楽で表現しようとするロマン派音楽の隆盛や標題音楽、交響詩が生み出された。一方で標題音楽に対して音楽の自律性を重視する傾向も強まり、そのような作品は絶対音楽とされ、（言葉をもたない）器楽こそ絶対音楽の神髄と見なされるようになった。現代音楽においては、電子楽器のような従来の伝統を超えた新しい楽器を使った試みもなされている。
古典派音楽時代以降に確立した形式には、次のようなものがある。
- 室内楽曲 - 弦楽四重奏、ヴァイオリンソナタなど。
- 管弦楽曲 - カッサシオン、ディヴェルティメント、交響曲、協奏曲、交響詩、セレナーデなど。
- ピアノ曲 - ピアノソナタ、ピアノ協奏曲など。

## 西洋以外における器楽
西洋音楽以外においては、器楽よりも声楽が中心である。
古代文明においても器楽は行われていたと見られ、エジプト文明やメソポタミア文明、古代インドや古代中国、また東南アジアにおいては、合奏形態の器楽が大規模に行われていたと推定されている。
日本の伝統的音楽（邦楽）でも声楽が優勢であり、器楽は非常に少ない。声楽が語りものや歌いものに分かれて非常に多くのジャンルを持つのに対し、器楽は雅楽の合奏曲や箏曲、尺八楽など少なく、それ自体が邦楽の特徴となっている。分類としては少数とはいえ、これらは高度な芸術性を持ち、邦楽の器楽曲でも雅楽の「越天楽」、箏曲の「六段の調」、新邦楽の「春の海」など名曲とされる作品が多く存在する。
インドネシアの伝統音楽であるガムランは、器楽合奏の重要な例である。

## その他
器楽による楽曲を器楽曲というが、レコードの分類などでは合奏の曲を器楽曲に含めないことがある。